# Márton Bukovi

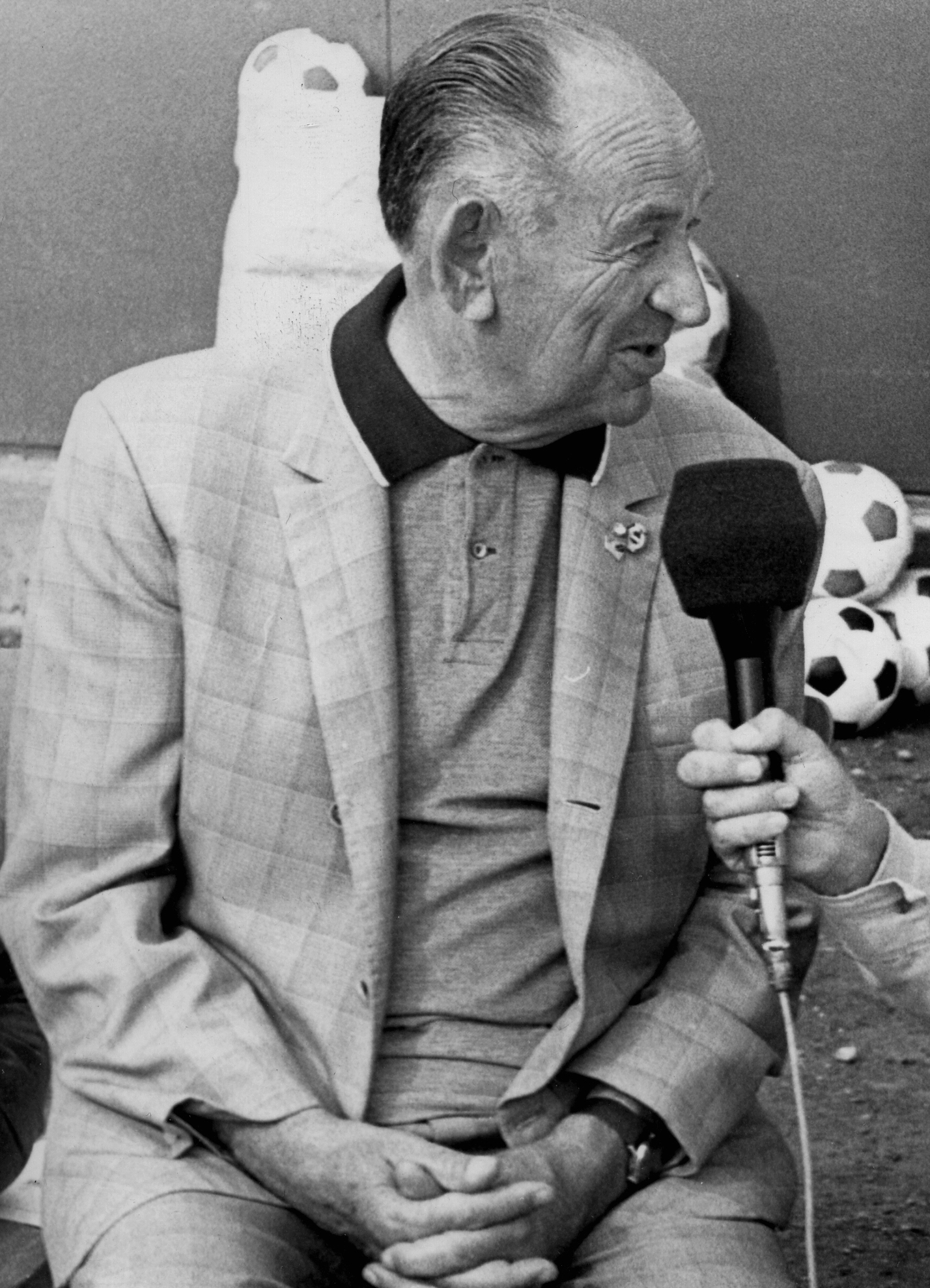
Márton Bukovi

Márton Bukovi [ˈmaːrton ˈbukovi] (* 10. Dezember 1904; † 2. Februar 1985) war ein ungarischer Fußballspieler und -trainer. Er gilt als Erfinder des revolutionären 4-2-4-Systems der ungarischen Nationalmannschaft in den 1950er Jahren.

## Spielerkarriere

### Verein
Bukovi begann seine Laufbahn 1920 beim Budapester Zweitligisten Ékszerész SC (dt.: „Juwelier SC“), wo er bis 1925 tätig war, ehe er nach Italien zu Alba Rom wechselte. Mit den Römern erreichte er mit dem Sieg in der Südliga die Finalspiele um die italienische Meisterschaft, wo man Juventus Turin mit einem Gesamtergebnis von 1:12 unterlag.
Nach nur einer Saison kehrte Bukovi wieder nach Budapest zurück, wo er sich dem Ferencvárosi Torna Club anschloss. Nachdem der FTC in der Vorsaison die zehnjährige Vorherrschaft des MTK Budapest im ungarischen Fußball beendet hatte, gelang den Grün-Weißen schon in Bukovis erster Saison der nächste Titel. Die Mannschaft um Altstar Imre Schlosser und Vilmos Kohut erreichte unter dem Trainer István Tóth-Potya neben dem Gewinn des Meistertitels auch den Cupsieg. In der nächsten Saison folgte die Wiederholung des Doubles, darüber hinaus gelang mit Siegen über den Beogradski SK und den SK Admira Wien der Einzug ins Finale des Mitropacups 1928, wo man auf den SK Rapid Wien traf. Mit einem 7:1-Erfolg im Hinspiel machten die Budapester den Gesamtsieg bereits so gut wie perfekt, daran konnte auch eine 3:5-Niederlage in Wien nichts mehr ändern. Bukovi stand in beiden Finalspielen als Mittelläufer auf dem Platz.
In den folgenden Saisonen wurde der FTC zweimal Vizemeister und einmal Dritter, ehe 1932 wieder der Meistertitel geholt wurde, diesmal gewann die Mannschaft all ihre Saisonspiele. Auch im Cup konnte Bukovi nach zwei Finalniederlagen in Folge 1933 noch einen letzten Titel in Ungarn holen. Mit Ende dieser Saison verließ er Budapest und wechselte in die französische Profiliga zum FC Sète, wo er zusammen mit Ivan Bek und seinem Landsmann István Lukács spielte. Bereits in der ersten Saison waren die Südfranzosen sowohl in der Meisterschaft als auch im Cup erfolgreich und holten somit das erste Double in der Geschichte des französischen Fußballs. Nachdem der FC Sète in der Folgesaison mit einem vierten Platz in der Meisterschaft abgeschlossen hatte, beendete Bukovi seine aktive Karriere.

### Nationalmannschaft
Sein Debüt in der Nationalmannschaft gab Bukovi im Dezember 1926 bei einer 2:4-Niederlage gegen Spanien. Im Rahmen des Europapokals der Fußball-Nationalmannschaften 1927–1930 bestritt er fünf Spiele, die Ungarn landeten allerdings nur auf dem enttäuschenden vierten Platz. Sein letztes Spiel machte er im Juni 1930 bei einem 6:2 gegen die Niederlande. Insgesamt trug er elfmal die Nationaldress.

## Karriere als Trainer
Unmittelbar nach Ende seiner Spielertätigkeit nahm Bukovi sein erstes Engagement auf der Trainerbank an und übernahm den Građanski HŠK Zagreb, den er die nächsten zehn Jahre betreuen sollte. In diesem Zeitraum gelangen zwei jugoslawische Meistertitel sowie während der Kriegsjahre jeweils ein kroatischer Meistertitel und Cupsieg. 1940 kamen die Kroaten ins Halbfinale des Mitropacups, schieden aber auf Grund eines Losentscheides aus. Nach Kriegsende blieb er zwei weitere Jahre in Zagreb und betreute den aus der Fusion von Građanski und HAŠK hervorgegangenen NK Dinamo Zagreb.
1947 kehrte er schließlich in die Heimat zurück und übernahm das Traineramt bei MTK Hungária Budapest, wo er bis 1954 tätig war. Während dieses Zeitraums musste der Verein aus politischen Gründen häufig seinen Namen wechseln und so trainierte Bukovi zu verschiedenen Zeitpunkten den Textiles SE, den Bástya SE und den Vörös Lobogó SE. Dabei baute er eine spielstarke Mannschaft rund um die Nationalspieler Nándor Hidegkuti, József Zakariás und Mihály Lantos auf, mit der in diesem Zeitraum zwei Meistertitel und ein Cupsieg gelangen. Er führte dabei das 4-2-4-System ein und setzte Hidegkuti als zurückhängenden Mittelstürmer ein, eine Rolle, die er auch in der Nationalmannschaft spielen sollte.
Während dieser Zeit arbeitete Bukovi gleichzeitig auch als Assistent des Nationaltrainers Gusztáv Sebes und war somit an der Entwicklung der Goldenen Elf mitbeteiligt, die Olympiasieger 1952 und Vizeweltmeister 1954 wurde. 1955 verfasste er gemeinsam mit Jenő Csaknády ein Lehrbuch mit dem Titel Die ungarische Fußballschule. Als Sebes 1956 seines Amtes enthoben wurde, folgte ihm Bukovi, der zwischenzeitlich kurz Újpesti Dósza betreut hatte, auf diesem Posten nach. Während seiner rund einjährigen Tätigkeit als Nationaltrainer konnte er sechs von acht Spielen gewinnen, der größte Erfolg war ein 1:0-Sieg in Moskau, was die erste Heimniederlage der sowjetischen Nationalmannschaft bedeutete.
Nach seiner Ablöse übernahm er 1957 abermals den MTK, der mittlerweile auch wieder so hieß und führte die Mannschaft zu einem weiteren Meistertitel. 1960 kehrte er für eine Saison zu Dinamo Zagreb zurück, ehe er 1962 für zwei Saisonen den Diósgyőri VTK betreute. Danach wechselte er nochmals ins Ausland und trainierte ab 1965 Olympiakos Piräus, den er zu zwei griechischen Meistertiteln führte, ehe er seine Karriere beendete.

## Erfolge
- 1× Mitropacupsieger: 1928 (als Spieler)
- 6× Ungarischer Meister: 1926/27, 1927/28, 1931/32 (als Spieler), 1951, 1953, 1957/58 (als Trainer)
- 2× Jugoslawischer Meister: 1936/37, 1939/40 (als Trainer)
- 2× Griechischer Meister: 1965/66, 1966/67 (als Trainer)
- 1× Französischer Meister: 1933/34 (als Spieler)
- 1× Kroatischer Meister: 1943 (als Trainer)
- 3× Ungarischer Cupsieger: 1926/27, 1927/28, 1932/33 (als Spieler)
- 1× Französischer Cupsieger: 1933/34 (als Spieler)
- 1× Kroatischer Cupsieger: 1941 (als Trainer)
- 11 Länderspiele als Spieler und 8 Länderspiele als Trainer für die Ungarische Fußballnationalmannschaft